# Rue Monseigneur-Rodhain
Rue Monseigneur-Rodhain är en gata i Quartier de l'Hôpital-Saint-Louis i Paris tionde arrondissement. Gatan är uppkallad efter den franske romersk-katolske prästen Jean Rodhain (1900–1977). Rue Monseigneur-Rodhain börjar vid Quai de Valmy 135 och slutar vid Rue Robert-Blache 2.

## Bilder
| - Gatuskylt. - Square Madeleine-Tribolati. |

## Omgivningar
- Saint-Vincent-de-Paul
- Saint-Laurent
- Square Madeleine-Tribolati
- Place Madeleine-Braun
- Place Raoul-Follereau
- Square de Verdun
- Passage Roland-Topor
- Jardin Villemin
- Impasse Boutron

## Kommunikationer
- Tunnelbana – linje  – Château-Landon
- Busshållplats Verdun – Paris bussnät

### Webbkällor
- ”Rue Monseigneur-Rodhain”. Mairie de Paris. https://web.archive.org/web/20190905052449/http://www.v2asp.paris.fr/commun/v2asp/v2/nomenclature_voies/Voieactu/6366.nom.htm. Läst 21 januari 2023.
- ”Rue Monseigneur-Rodhain (10ème arrondissement)”. Les rues de Paris. https://web.archive.org/web/20190731023430/http://www.parisrues.com/rues10/paris-10-rue-monseigneur-rodhain.html. Läst 21 januari 2023.